# U Fornacis
U Fornacis är en pulserande variabel av Mira Ceti-typ (M) i stjärnbilden Ugnen.
Stjärnan varierar mellan visuell magnitud +9,0 och ljussvagare än 15,3 med en period av 318,5 dygn.